# Liubov Egorova
Liubov Egorova (n. 5 mai 1966, Seversk, RSFS Rusă, URSS) este o schioară de fond ce a reprezentat Uniunea Republicilor Sovietice Socialiste, medaliată olimpică. A participat la 3 ediții ale Jocurilor Olimpice (1992, 1994, 2002) în care a câștigat două medalii de aur.